# Фонтането д'Агоня
Фонтанѐто д'Аго̀ня (на италиански: Fontaneto d'Agogna; на пиемонтски: Fontanej, Фонтаней, на местен диалект: Funtanei, Фюнтаней) е малко градче и община в Северна Италия, провинция Новара, регион Пиемонт. Разположено е на 260 m надморска височина. Населението на общината е 2741 души (към 2010 г.).